# بیل استیونسون
بیل استیونسون (به انگلیسی: Bill Stevenson) نوازندهٔ درامز و تهیه‌کنندهٔ موسیقی آمریکایی است. مهمترین دوران فعالیت او به حضور در گروه پانک راک بلک فلگ برمیگردد.